# セント・マイケル (戦列艦)
|                          | |
| 艦歴                     | |
| 建造:                    | ポーツマス工廠 |
| 進水:                    | 1669年 |
| 改名:                    | 1706年、マールバラ |
| その後:                  | 1762年難破 |
| 性能諸元                 | |
| クラス:                  | 90門2等戦列艦 |
| 全長:                    | 竜骨：125 ft 0 in (38.10 m) |
| 全幅:                    | 40 ft 8.5 in (12.408 m) |
| 喫水:                    | 17 ft 5 in (5.31 m) |
| 推進:                    | 帆走（3本マストシップ） |
| 兵装:                    | 各種口径の砲90門 |
| 性能諸元（1706年再建造） | |
| クラス:                  | 90門2等戦列艦 |
| 全長:                    | 砲列甲板：162 ft 8 in (49.58 m) |
| 全幅:                    | 47 ft 4 in (14.43 m) |
| 喫水:                    | 18 ft 6 in (5.64 m) |
| 推進:                    | 帆走（3本マストシップ） |
| 兵装:                    | 各種口径の砲90門 |
| 性能諸元（1732年再建造） | |
| クラス:                  | 1719年規定の90門2等戦列艦 |
| 全長:                    | 砲列甲板：164 ft 0 in (49.99 m) |
| 全幅:                    | 47 ft 2 in (14.38 m) |
| 喫水:                    | 18 ft 10 in (5.74 m) |
| 推進:                    | 帆走（3本マストシップ） |
| 兵装:                    | 90門： 上砲列：9ポンド（4kg）砲26門 中砲列：18ポンド（8kg）砲26門 下砲列：32ポンド（15kg）砲26門 後甲板：6ポンド（3kg）砲10門 艦首楼：6ポンド（3kg）砲2門 |

セント・マイケル(HMS St Michael)はイギリス海軍の90門2等戦列艦。ポーツマス工廠のティペッツが設計し、1669年に進水した。1706年にブラックウォールで再建造を受け、マールバラ(HMS Marlborough)と改名する。マールバラは2度目の再建造のために1725年4月5日に解体命令が出され、1732年9月25日にチャタム工廠で再々進水した。マールバラは1752年にも68門艦への改装を受けている。
1762年にハバナ攻略に参加した後、マールバラは本国に戻る途中で悪天候に遭遇する。このため乗員は11月29日にマールバラを放棄し、50門艦アンテロープに避難した。

## 参加海戦
- ソールベイの海戦
- バルフルール岬とラ・オーグの海戦